# István Varga (Judoka)
István Varga (* 22. August 1960 in Nagyszénás; † Februar 2023) war ein ungarischer Judoka.

## Karriere
István Varga wurde 1985 EM-fünfter und gewann 1987 ungarischer Meister. Darüber hinaus vertrat Varga Ungarn bei den Olympischen Sommerspielen 1988 in Seoul. In der Klasse bis 95 kg unterlag er dem Tschechoslowaken Jiří Sosna.
Sein Cousin Imre Varga war ebenfalls Judoka.